# Княжество Тринидад
Кня́жество Тринида́д (англ. Principality of Trinidad, фр. Principat d'Trinidad), порт. Principado de Trinidade) — непризнанное государство в Южной Америке, существовавшее в 1893—1895 годах на территории архипелага Триндади-э-Мартин-Вас.

## История
Княжество Тринидад было основано в 1893 году литератором и авантюристом франко-американского происхождения Джеймсом Харденом-Хикки, провозгласившим себя князем Джеймсом I. Согласно планам Хардена-Хикки, в государстве предполагалось установить военную диктатуру во главе с самим князем в роли диктатора.

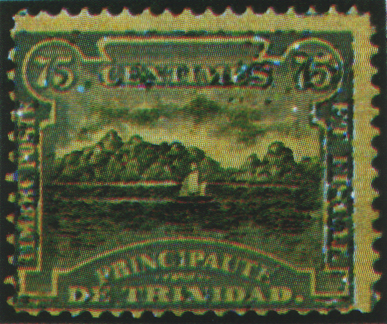
Почтовая марка княжества Тринидад

Харден-Хикки лично спроектировал флаг и герб княжества, почтовые марки, создал рыцарский орден «Креста Тринидада». Кроме того, он приобрёл шхуну для транспортировки колонистов, назначил графа М. де ла Буасьера на должность государственного секретаря, а также открыл консульство в Нью-Йорке. С целью привлечения средств для финансирования улучшения инфраструктуры на островах князь издал государственные облигации

.
В июле 1895 года британцы захватили власть на островах, который имел стратегически важное положение в Атлантическом океане. Джеймс Харден-Хикки был вынужден покинуть Триндади-э-Мартин-Вас. После этого он тщетно пытался добиться возврата власти, в том числе, привлекая к посредничеству США.
После упразднения княжества на островах разгорелся конфликт между британцами и бразильцами. Великобритания пыталась отстоять свои права на Триндади-э-Мартин-Вас, основывая свои претензии на том, что архипелаг был посещён ещё 170 лет тому назад английским астрономом Эдмундом Галлеем, однако дипломатические усилия Бразилии и поддержавшей её Португалии увенчались успехом: бразильцам удалось отстоять свои права на острова, доказав факт их открытия в 1502 году португальскими мореплавателями.